# David North
David North es un teórico marxista estadounidense. Es el presidente nacional del Socialist Equality Party (SEP) de Estados Unidos, anteriormente llamado Workers League. Fue secretario nacional del SEP hasta el congreso partidario de 2008. North fue el principal líder político y teórico del Comité Internacional de la Cuarta Internacional durante la ruptura de la organización con el Workers Revolutionary Party británico. North es también el presidente del Comité Editorial Internacional de World Socialist Web Site, la prensa del Comité Internacional de la Cuarta Internacional.. Fue, además, jefe de la imprenta Grand River Printing and Imaging Inc. con sede en Detroit, ganando el premio "Best Places to Work" de la revista Crain's Detroit Business en 2003, así como ser autor de varios libros y artículos sobre la historia del movimiento socialista y realiza disertaciones sobre política y sobre historia del marxismo.

## Obras de David North
- Trotskyism versus Stalinism (1987) ISBN 0-929087-20-8
- The Heritage We Defend (1988) ISBN 0-929087-00-3, 539pp., a history of the 4th International (online)
- Perestroika versus Socialism: Stalinism and the Restoration of Capitalism in the USSR (1989) ISBN 0-929087-39-9
- Gerry Healy and His Place in the History of the Fourth International (1991) ISBN 978-0-929087-58-0, a critical assessment of the political career of Gerry Healy, longtime leader of the Fourth International
- The Crisis of American Democracy (2004) ISBN 1-875639-36-5, lectures delivered at the University of Michigan, Ann Arbor, an analysis of the 2000 and 2004 US presidential elections
- Marxism, History & Socialist Consciousness (2007) ISBN 1-893638-03-0
- Leon Trotsky & the Post-Soviet School of Historical Falsification (2007) ISBN 978-1-893638-02-0
- In Defence of Leon Trotsky (2010) ISBN 978-1-893638-05-1

## Clases y otros folletos de David North
- "The Heritage We Defend", a review of the postwar history of the Fourth International, by David North.
- Trotskyism Versus Stalinism (1987) ISBN 0-929087-20-8
- The USSR And Socialism: The Trotskyist Perspective (1989) ISBN 0-929087-45-3
- Ten Years After The Split In The Workers Revolutionary Party: The WRP's Commemoration Of Healy's Expulsion (1995) ISBN 1-873045-02-6
- In Defense of the Russian Revolution: A Reply to the Post-Soviet School of Historical Falsification (1995) ISBN 978-0-929087-72-6
- Socialism, Historical Truth and the Crisis of Political Thought in the United States (1996) ISBN 978-0-929087-73-3
- Workers League and the Founding of the Socialist Equality Party (1996) ISBN 978-0-929087-74-0
- Equality, the Rights of Man and the Birth of Socialism (1996) ISBN 1-873045-32-8
- Anti-Semitism, Fascism and the Holocaust: A critical review of Daniel Goldhagen's "Hitler's Willing Executioners" (1997) ISBN 978-0-929087-75-7
- A Tribute to Tom Henehan: 1951 to 1977 (1998) ISBN 978-0-929087-78-8
- Ernest Mandel 1923-1995: A Critical Assessment of His Role in the History of the Fourth International (1997) ISBN 1-875639-14-4
- Marxism and the Trade Unions (1998) ISBN 1-875639-29-2
- Leon Trotsky and Fate of Socialism in 20th Century: A Reply to Professor Eric Hobsbawm (1998) ISBN 1-875639-22-5
- Reform and Revolution in the Epoch of Imperialism (1998) ISBN 1-875639-28-4
- After the Slaughter: Political Lessons of the Balkan War (1999) ISBN 1-875639-35-7
- A Tribute to Vadim Rogovin (1999) ISBN 978-0-929087-50-4